# Quattro spie sotto il letto
Quattro spie sotto il letto (Les Barbouzes) è un film del 1964 diretto da Georges Lautner.